# PRIDE 22
PRIDE 22: Beasts from the East 2 fue un evento de artes marciales mixtas producido por PRIDE Fighting Championships, celebrado el 29 de septiembre de 2002 en el Nagoya Rainbow Hall de Nagoya.